# Nollendorfplatz (stanice metra v Berlíně)
Nollendorfplatz je stanice metra v Berlíně, otevřená 26. října 1926. Stanice s přilehlým obrovským náměstím je pojmenovaná podle krušnohorské obce Nakléřov (Nollendorf), místa pruského vítězství v bitvě u Chlumce v roce 1813. Stanice leží na křižovatce ulic Motzstraße, Kleiststraße a Bülowstraße. Toto náměstí je centrem gayů, ale v minulosti bylo útočištěm punkerů a squatterů. Před 20 lety se sem však vrátily restaurace a knihkupectví. Stanice je designována společností Cremer & Wolffenstein a zdobena moderními kompozicemi skel.